# MMT Observatory
MMT Observatory (MMTO) je astronomická observatoř umístěná na Fred Lawrence Whipple Observatory (IAU observatoř kód 696). Whipple observatory se nachází na Mount Hopkins, Arizona, USA (55 km jižně od Tucsonu) v horách Santa Rita. Observatoř je financována Arizonskou universitou a Smithsonian Institution. Kousek od města Amado je umístěno návštěvnické centrum.
Na MMTO se nachází MMT (dříve Multiple Mirror Telescope, "Vícezrcadlový dalekohled"), který je v současné době osazen jedním primárním zrcadlem o průměru 6,5 m. Jméno dalekohledu pochází ze skutečnosti, že světlo přicházelo z šesti menších primárních zrcadel. Voštinové zrcadlo má speciální odlehčenou skořepinovou konstrukci vyrobenou na University of Arizona's Steward Observatory Mirror Laboratory. Na MMT je mimo jiné zajímavá konstrukce střechy, která se celá odsouvá – to zajišťuje, že dalekohled se po otevření velmi rychle vychladí na teplotu okolí. Tím je minimalizován vliv termických turbulencí.

## Multiple Mirror Telescope (1979–1998)
Multiple Mirror Telescope byl provozován mezi lety 1979 a 1998 se šesti voštinovými borosilikátovými zrcadly vyrobené firmou Corning. Každé zrcadlo mělo průměr 72 inches (1,8 m). Zrcadla byla darovaná NRO po zrušení průzkumné mise KH-10 (kódové označení DORIAN) pro Pilotovanou orbitální laboratoř. Soustava zrcadel vytvářela ekvivalent 4,5 metrového dalekohledu, čímž se v době zprovoznění MMT řadila na třetí příčku dalekohledů podle velikosti. Aden Meinel navrhl pro dalekohled ve své době zcela experimentální konstrukce využívající ko-rotující budovu a počítačem řízenou alt-azimutální montáž.
V době výstavby MMT používaly velké dalekohledy, s výjimkou Velkého Teleskopu Azimutalnyi (BTA-6) a WHT, ekvatoriální montáž. MMT se stalo předzvěstí velké změny v konstrukci dalekohledů – všechny velké dalekohledy postavené po MMT měly výlučně alt-azimutální montáž.

## MMT (1998–současnost)
Jedním z důvodů pro původní konstrukci dalekohledu z více primárních zrcadel byla obtížnost odlévání velkých monolitických zrcadel. Jedno z řešení tohoto problému bylo nalezeno Rogerem Angelem ze Stewardovy hvězdárny na Arizonské univerzitě výrobou voštinového zrcadla v rotační peci. Díky tomu bylo možné nahradit šest zrcadel jediným o průměru 6,5 metrů. Původní budova a montáž zůstaly při výměně zrcadla zachovány. Nové zrcadlo bylo první velké zrcadlo lité a leštěné v Steward Observatory Mirror Laboratory. Nové MMT (což už není vnímáno jako zkratka) zahájilo provoz 20. května 2000.
Na konci roku 2002 bylo na dalekohled nainstalováno deformovatelné sekundární zrcadlo. Obvykle se na velkých dalekohledech nachází deformovatelná optika pro adaptivní optiku až v samotné kameře. Použitím deformovatelného sekundárního zrcadla se minimalizuje počet teplých odrazových ploch, díky čemuž dalekohled poskytuje lepší obraz (zejména v infračervené spektrální oblasti). Systém pro adaptivní optiku na MMT přispěl ke konstrukci Velkého binokulárního dalekohledu (LBT). V roce 2010 bylo na LBT s AO dosaženo rekordního Strehl poměru.